# Храм Светог оца Николаја у Борчи
Црква Светог Луке је храм Српске православне цркве који се налази у насељу Борча у београдској општини Палилула.

## Опште информације
Црква се налази у београдском насељу Борча, а припада епархији банатској.
Двадесет седам рибарских породица које су се настаниле из Панчева у Борчу подигле су 1798. године мали храм посвећен Преносу моштију Светог Николаја Чудотворца. Храм је подигнут прилозима добрих људи из Борче и околине, као и великим ктиторима Глигорију Роману и Лазару Стојковићу земунском трговцу. Освећење храма било је 10. маја (по старом календару) 1798. године, у време када је службовао епископ вршачки Јосиф.
Први свештенослужитељ новог храма био је протојереј Стеван Берић, рођен 1756. године. Он је рукоположен 2. фебруара 1797. године и завео је прве црквене матрикуле. У 19. веку, мештани Борче су се стално исељавали и досељавали због сталног изливања Дунава. Цело место је било више пута поплављено, сем црквене порте борчанског храма. Храм је више пута реновиран и мењан му је спољашни изглед, тако да нема тачних података како је првобитни храм изгледао. Прво велико реновирање из темеља било је после Другог светског рата, јер се кров урушио, а звоник до темеља срушио.
Храм је по други пут освећен 29. октобра 1961. године за време свештеника Бориса Јаковљенског, од стране епископа моравичког др Саве Вуковића, викара патријарха српског Германа. Дана 20. септембра 1966. године, изгорела је кровна конструкција и урушили су се зидови у олтарском делу, пала су два звона и храм је био тотално ван сваке употребе. Одмах су мештани, заједно са својим свештеником Борисом почели обнову храма. Том обновом храм је добио нови изглед какав и сада има, а пројекат храма је радио архитекта Димитрије Павловић из Београда.
Иконостас цркви је поклонила Руска Православна Загранична црквена општина из Панчева. Радове на обнови храма наставља свештеник Петар С. Нешић, 1969. године. Храм је осликан од мајстора Васе Ујфалуша из Новог Сада у руско-барокном стилу.
Године 2004. подигнут је светосавски дом са три свештеничка стана. У периоду од 2006. до 2010. године у храму је промењен иконостас, окречена фасада и уграђена камена декорација на фасади и промењен је под.